# 爱国歌曲
爱国歌曲，又称爱国主义歌曲，此类歌曲的主題一般为宣扬爱国主义或者歌颂国家及英雄等爱国符号。另外，一些虽然主题与爱国主义相关性不大，但是可以用于宣扬爱国主义、进行爱国教育的歌曲也被认为属于爱国歌曲。通常认为国歌是典型的爱国歌曲。

## 分类
爱国歌曲的范围是很宽泛，歌颂国家、政府、军队、英雄的，歌颂历史事件、社会进步的，赞美特有风光、历史名迹，甚至仅仅是体现进取精神的歌曲都可能成为爱国歌曲，一般所谓的爱国歌曲都是有一定的传唱度的，正在或者曾经用于爱国主义教育的，为个人爱国主义者认可的。

### 民族主义歌曲
由于当今世界民族国家占多数，一些歌颂民族的歌曲也会成为以该民族为主体的国家的爱国歌曲。如朝鲜半岛的阿里郎，俄羅斯的愛國歌。

### 歌颂家乡的歌曲
一些虽然仅仅是歌颂一个国家某一地区，如中国的《我们新疆好地方》、《美丽的草原我的家》，但可以认为它们是爱国歌曲。
特别是一些传唱广泛的民歌或民歌风格的创作歌曲，如《谁不说俺家乡好》、《沂蒙山小调》等。

### 主题积极的普通歌曲
一些歌曲无论产生背景、词曲内容都与爱国主义无关，但由于其主题积极进取、乐观向上，也可能被看做爱国歌曲。通常此类歌曲能否作为爱国歌曲是有争议的。
例如，周杰伦演唱的《蜗牛》曾被上海市教育部门作为爱国主义歌曲推荐给中学生演唱，而引起了各方的关注及争议。

## 各国家和地区爱国歌曲

### 孟加拉
爱国歌曲在近代孟加拉艺术歌曲的发展历程中的有着极其重要的地位，与爱情歌曲和宗教歌曲组成了近代孟加拉艺术歌曲三大主要创作领域。孟加拉爱国歌曲的主题多与歌颂祖国（印度未分裂时可能指印度）、反抗殖民者统治、呼吁民族和谐、解放底层人民等相关。
罗宾德拉纳特·泰戈尔、卡兹·努兹鲁尔·伊斯拉姆、坤答·达斯等代表性音乐家均有创作爱国歌曲。
举例：
- 罗宾德拉纳特·泰戈尔：《金色的孟加拉》（后被定为孟加拉国国歌）；
- 德威贞召·拉伊：《我的孟加拉，我的祖国》《我的土地》；
- 姆坤答·达斯
- 若尼科堪塔·森：《快乐地穿上妈妈做的粗布衣》《我们的光荣，我们的希望——孟加拉语言》；[3]

### 美国
著名歌曲举例：
《美丽的阿美利加》

### 中華民國
著名歌曲举例：
- 懷鄉愛國歌曲：

《長城謠》、《嘉陵江上》、《長白山上》等
- 歌頌英雄歌曲：

《中國不會亡》(或是稍改詞的《中國一定強》)、《大刀隊之歌》等
- 歌頌領袖歌曲：

《國父紀念歌》、《總統 蔣公紀念歌》
- 呼籲民心奮鬥歌曲：

《團結歌》
- 頌讚戰勝歌曲：

《凱旋歌》
- 類似軍歌及其他：

《救國團之歌》、《成功嶺上》、《黃埔軍魂》、《梅花進行曲》、《国家》等